# 러셀 웨스트브룩
러셀 웨스트브룩 3세(영어: Russell Westbrook III, 1988년 11월 12일 ~ )는 미국의 농구 선수로 포지션은 포인트 가드이다. 전 미국 프로 농구 리그인 NBA의 팀인 덴버 너기츠 소속으로 활동하고 있다.
사상 전무한 2년 연속 평균 트리플 더블을 작성하였다.

## 프로 데뷔 이전
러셀 웨스트브룩은 캘리포니아주 롱비치에서 태어났다. 남동생 레이나드가 있으며, 어린 시절부터 로스앤젤레스 레이커스 포인트 가드인 매직 존슨을 존경했다.
웨스트브룩은 고등학생때 두각을 드러내 명문 UCLA 에 진학했으나 1학년때는 힘든시간을 보냈으며 2학년 때부터 케빈 러브, 대런 칼리슨과 함께 두각을 나타내기 시작한다.
화려한 대학 생활 이후 2008년 시애틀 슈퍼소닉스에 데릭로드 마이클 비즐리 메이요에 이은 4번째로 뽑혔으나 이후 시애틀 슈퍼소닉스가 오클라호마 시티로 명칭이 바뀌면서 12월과 이듬해 2월 이달의 신인으로 뽑히며 트리블 더블도 한번 달성하면서 상위 포인트가드 위치로 오르게 된다

## 프로 데뷔 이후
2008년 NBA 드래프트에 참가한 웨스트브룩은 데릭 로즈, 마이클 비즐리, O.J 메이요에 이은 4번으로 시애틀 슈퍼소닉스에 지명되는데 이렇게 빨리 뽑힐줄은 몰랐다는 의견이 많았다. 슈퍼소닉스가 오클라호마시티 썬더로 바뀌며 썬더에서 데뷔를 시작한 웨스트브룩은 11월인 처음에는 잠잠했다가 12월과 이듬해 2월 이달의 신인으로 뽑히며 트리플 더블도 한번 달성하는 등 상위픽에 뽑힐 자격이 있음을 증명한다.
루키시즌 성적표는 15.3점 4.9리바운드 5.3어시스트로 합격점을 받았으나 40%가 안되는 필드골 성공률과 턴오버 1위라는 안습한 기록도 같이 획득했고 팀 성적도 23승 59패라는 씁쓸한 결과였다. 그러나 09-10 시즌 팀이 안정을 찾자 듀란트, 제프 그린과 함께 주전으로 활약해 발전한 패싱력을 보여주며 팀을 플레이오프에 진출시킨다. 1라운드에서 디펜딩 챔피언인 로스앤젤레스 레이커스를 만나 탈락했지만 첫 플레이오프에서 평균 20.5득점을 기록한다.
그 다음 시즌에도 더 발전한 모습을 보여줘 평균 득점을 20점 이상으로 끌어올리며 올스타전에도 리저브로 참가, 리그 A급 포인트 가드로 자리잡는데 성공하며 All NBA 세컨드 팀에도 뽑혔다. 플레이오프에 진출해서 서부 파이널까지 나아갔으나 댈러스 매버릭스를 만나 떨어진다.
20-21시즌 현재 로스엔젤레스 레이커스에서 뛰고있는 웨스트브룩은 시즌초에 레이커스의 새로운 강력한 라인업이라며 각광받았다. 하지만 원래 메인볼핸들러를 맏던 웨스트브룩이 레이커스에 들어가자 르브론 제임스의 부담을 덜어주는 보조가 되어 메인볼핸들러는 르브론제임스가돼서 때때로 경기에서 애매한 포지션을 보여준다. 하지만 르브론제임스와의 팀워크가 기대대는 부분중 하나이다.

## 성향
드래프트 동기인 데릭 로즈와 비슷하게 2000년대 후반부터 대세가 된 공격형 듀얼가드.
로즈같은 공격형 듀얼가드라고 했지만 존 칼리파리의 드리블 드라이브 모션 오펜스에서 포인트가드를 맡으며,
탑에서 단독돌파하면서도 팀원들 봐가며 패스를 뿌릴 수 있는 시야와 패싱 마인드를 로즈와는 다르게,
웨스트브룩은 엘보우,45도 지점에서 위치를 잡은 뒤 돌파와 동시에 가속력과 힘으로 일직선 돌파해 빅맨과 직접 컨택해서 득점을 시도하는 선이 굵고 투박한 파워풀한 돌파력을 앞세우는 타입으로 공격력에 치중되어 있는 스타일이다 데릭 로즈와 결정적으로 다른 점은 다치지 않는 것이다.
웨스트브룩을 드래프트했을 당시에 구단에서는 웨스트브룩의 수비를 기대하고 픽을 했지만 공격에서 잠재되어 있는 능력이 상승했다.
포지션 내에서 특출난 하드웨어를 가지고 있고
엄청난 스피드와 어려운 덩크도 가볍게 소화해낼 수 있는 점프력 등 포지션 내 최상급의 피지컬을 앞세운 속공과 저돌적인 돌파가 주특기.
그렇다고 골밑슛 막겠다고 뒤로 물러나있으면 빠른 중거리 풀업 점퍼를 시도하는 상당히 막기 어려운 선수로(야투율은 그리 높지 않다) 팀 동료 듀란트와의 원투펀치는 NBA 최고의 공격력을 자랑하는 중이다. 리바운드도 포인트가드 중에서 1~2위를 다툴만큼 쏠쏠하게 잡아준다.
다만 15년도 이후 트리플더블 머신이 된 것은 오클라호마 빅맨진들의 골밑장악능력 부족과 영 좋지 않은 공격전술로 인해 리바운드수치가 뻥튀기되었기 때문인 것도 있다. 이는 15-16시즌 듀란트에게도 어느 정도 적용되는 말이기도 하다. 쉬는 날 없이 백투백 경기를 해도 생생한 체력도 장점이다. 웨스트브룩이 3쿼터까지 날뛰다가 기를 모으고있던 듀란트가 폭발하는게 오클라호마의 승리패턴. 듀란트가 14-15시즌의 큰 부상에서 돌아온 후, 그 기간 동안 웨스트브룩 본인의 스텝업과 함께 듀란트의 볼 핸들링과 수비가 13년도 이전 안 좋을때로 돌아가버리자 어쩔 수 없이 더더욱 볼 소유 시간이 길어지며 이러한 경향이 강해지고 있다.